# Diedamskopf
Diedamskopf är en bergstopp i Österrike.   Den ligger i distriktet Bregenz och förbundslandet Vorarlberg, i den västra delen av landet, 500 km väster om huvudstaden Wien. Toppen på Diedamskopf är 2 090 meter över havet, eller 381 meter över den omgivande terrängen. Bredden vid basen är 2,0 km.
Terrängen runt Diedamskopf är bergig västerut, men österut är den kuperad. Närmaste större samhälle är Mittelberg, 10,0 km öster om Diedamskopf. 
Trakten runt Diedamskopf består i huvudsak av gräsmarker. Runt Diedamskopf är det ganska tätbefolkat, med 72 invånare per kvadratkilometer.